# Píšťany
Píšťany település Csehországban, a Litoměřicei járásban. Píšťany Lhotka nad Labem, Velké Žernoseky, Žalhostice, Lovosice és Malé Žernoseky településekkel határos. Lakosainak száma 218 fő (2024. január 1.).

## Népesség
A település lakosságának változását az alábbi diagram mutatja:
| Lakosok száma | 193  | 198  | 204  | 292  | 215  | 225  | 208  | 200  | 207  | 218  |
|               | 1869 | 1900 | 1921 | 1961 | 1980 | 2011 | 2016 | 2019 | 2021 | 2024 |